# Сметанин, Тимофей Егорович
Тимофей Егорович Сметанин (25 ноября 1919 — 04 августа 1947) — якутский советский писатель, поэт, фронтовик. 
Автор произведений для детей «Охотник Михалюшка» («Мэхээлэчээн Булчут») и «Сказки кота» («Куоска Олоҥхото»), сборника фронтовых стихов «Сердце солдата» («Саллаат Сурэҕэ»), повести «Егор Чээрин»(«Дьогүөр Чээрин») о снайпере-якуте — иногда называемой якутским «Василием Тёркиным», а также драмы по мотивам якутского фольклора «Локут и Нюргусун». («Лоокуут уонна Ньургуһун»)

## Биография
Родился 25 ноября 1919 года в Средне-Вилюйском улусе в семье бедных крестьян. 
В 10-летнем возрасте, 1929 году, когда стало доступно образование, поступил в неполную среднюю школу в с. Кобяйцы, по окончании которой поступил в Якутский техникум потребкооперации.
В 1938 году в газете «Колхоз сирдьитэ» Намского улуса было опубликовано первое стихотворение под названием «Былатыан  суолунан  бардарбыан!».  
В 1939 году в газете «Эдэр коммунист» вышла рецензия Сметанина на книгу поэта Чагылгана «Нюргусун», после чего он стал регулярно печататься в районных газетах. 
В 1940 году окончил техникум и стал работать инструктором-бухгалтером Кобяйского райпо.
Первая книга писателя — повесть для детей «Охотник Михалюшка» («Мэхээлэчээн булчут») была написана до войны, но вышла лишь в 1943 году, когда Тимофей Сметанин был уже на фронте.

### В годы войны
Участник Великой Отечественной войны с августа 1942 года — телефонист-связист 284-го минометного полка 13-й отдельной минометной бригады РГК.   
Сражался на Прибалтийском, Северо-западном и Южном фронтах. Принимал участие в сражении на Курской дуге. 
Участник обеспечивающей прорыв блокады Ленинграда Насво-Маевской операции, её ключевого момента, когда сводный лыжный батальон (около 700 человек) под командованием Яна Райнберга в ночь на 14 января 1944 года в открытую, строевой колонной, чем ввёл в смятение охранение немцев, внезапно прорвал укреплённую полосу обороны немцев у деревни Федорухново, и выйдя в их тылы перерезал железную дорогу Новосокольники—Дно, не допустив переброску противником резервов на направление главного удара 22-й армии. При этом был захвачен штаб немецкого сапёрного батальона, с офицерами, документами и знаменем. Удерживая место подрыва железной дороги группа отразила 8 танковых атак противника и 11 атак вражеской пехоты, уничтожив 9 вражеских танков и до трёх батальонов пехоты. Из 700 человек сводного батальона живыми вышли только 50.

В боях за деревню Федорухново под сильным миномётным огнём противника только 14.01.1944 устранил 18 порывов линий связи, обеспечив бесперебойную связь наблюдательного пункта и огневых позиций, своевременное ведение огня по противнику и успешное продвижение нашей пехоты вперёд.— из наградного листа на медаль «За отвагу» за подписью командира 284 мп майора Беляева, 18 января 1944
Награждён медалями «За отвагу», «За боевые заслуги» и  «За победу над Германией». 
В 1944 году демобилизован по ранению.

### После фронта
В 1945 году вышел сборник его стихов «Сердце солдата», куда вошли написанные на фронте стихотворения. В 1946 году был принят в Союз писателей СССР.
Поступил в Якутский государственный педагогический институт на исторический факультет, но через год по семейным обстоятельствам перевелся на заочное отделение.
Работал литсотрудником районной газеты в Покровске.
В 1947 году выходит наиболее известное его произведение — повесть о фронтовых буднях снайпера-якута «Егор Чэрин», сразу отмеченная второй республиканской премией.
4 августа 1947 года Тимофей Сметанин умер в возрасте 27 лет.

## Творчество
Начинал как детский писатель. Известность приобрели произведения для детей: повесть «Охотник Михалюшка» («Мэхээлэчээн булчут»), сказка «Жаворонок», олонхо «Сказки кота» («Олонхо кота») и др. 
Примечательно, что «Краткая литературная энциклопедия» характеризует Т. Сметанина именно как детского писателя: «Сметанин — автор ярких стихотворений, сказок и рассказов для детей».
Олонхо «Сказки кота» — о переживаниях второгодника, названа литературоведом Н.З. Копыриным одним из самых удачных, блещущем юмором, произведений писателя.

Т.Е.Сметанин, создавая оригинальные детские сказки, различные забавные истории с персонажами зверей и птиц, и тем самым обогатил родную литературу новыми художественно - изобразительными средствами и приемами. Он раскрыл психологию и характер детей сурового края, их пытливый ум, их тягу ко всему новому.— литературовед, специалист по якутской литературе Сибирского отделения АН СССР, Николай Захарович Копырин
Известность и признание писатель получил после войны — с публикацией сборника фронтовых стихов «Сердце солдата» и произведений на военные темы — повести о снайпере-якуте «Егор Чэрин», поэмы «Анюта» и рассказа «Цветок аксаана».
Главное произведение писателя — драма в стихах «Лоокуут и Нюргусун», основанная на якутском фольклоре.
Ранняя смерть прервала работу Т. Сметанина над произведением «Волны Лены», задуманной, по-видимому, ещё на фронте, но, как отметил Н.З. Копырин, и оставленная часть представляет вполне законченную поэтическую вещь и привлекает внимание читателей. 

Поэмы объёмны, в каждой из них есть сквозной сюжет, у множества героев – людей и животных – своя история, характер и голос. Многих трудов стоило мне перевести, например, поэму о ловле детьми барсуков… Как полюбил я после этой работы Сметанина за точность деталей, за невероятные не знакомые мне прежде картинки из будней якутских детей.— Борис Лукин, поэт, критик, переводчик, редактор отдела литературы «Литературной газеты»

### Сборник стихов «Сердце солдата»
Сборник стихов «Сердце солдата» ("Саллаат сурэҔэ") вышел в 1945 году, после демобилизации поэта по ранению. 
В сборник вошли написанные на фронте стихотворения: «Сражайся за Победу» (1942), «За Родину!» (1942), «Освобожденная деревня» (1943), «Черные волосы с кровью» (1943), «Русский якут» (1943), «Признание» (1943) и написанное в госпитале «В тишине» (1944) и др.

### Поэма «Анюта»
Эпиграфом к поэме стоит строфа из стихотворения С.Я. Маршака «Голуби», и сюжет поэмы похож: при наступлении Красной Армии солдат-якут попадает в украинскую деревню, где помогает старикам строить вместо спалённой немцами новую хату, в это время приходит весточка от их дочери Анюты — красивой молодой девушки с золотыми кудрями, угнанной в плен в Германию. После Победы, на обратном пути из Берлина домой, солдат-якут снова попадает в семью украинцев и встречается с вернувшейся из неволи Анютой.
Литературовед Борис Лукин отметил лиричность поэмы. 

Если я освободил

Таких девушек, как Анюта,

Если пролитая нами кровь 

Возвратила им жизнь,

Я счастлив от сознания,

Что исполнил долг солдата.

Оригинальный текст (якут.)Анюта курдук кыргаттары

Босхолоспут буоллахпына,

Тохтубут хаан таммахтара

Имнэрин эргиппит буолла5ына,-

Мин дьоллоох киьибин,

Иэспин толообут эбиппин
— из поэмы «Анюта»
Сюжет поэмы перекликается и с рассказом Тимофея Сметанина «Цветок Аксаана» о том как после войны писатель встретился с фронтовым другом охотником якутом Алёшкой Слепцовым, в 1944 году потерявшим руку при освобождении Киева, с удивлением увидев как он в своём одиноком доме на берегу Лены поливает некий цветок:

В госпитале огрубелый от войны Слепцов никак не производил впечатление человека, который будет цветочки выращивать!

– Ты за ним ухаживаешь, как малым ребенком! Как он называется, твой цветок?

– Аксаана, – произнес он с такой нежностью, будто речь и в самом деле шла о ребенке. – А если по-украински, то – Оксана.— из рассказа «Цветок Аксаана»

### Повесть «Егор Чэрин»
В вышедшей в 1947 году повести «Егор Чэрин» писатель в оригинальной художественной форме — в виде дневниковых записей — рассказывает о фронтовых буднях снайпера-якута и его однополчан.
Повесть автор посвятил детям — она начинается в виде письма младшему брату и сестре.
Форма произведения, его адресация детям, позволила автору писать о серьёзном с легким юмором: Егор Чэрин и Михаил Гурьянов, молодые солдаты-снайперы, с улыбкой относятся к себе и окружающей действительности, но рассказ ведётся не с умилением или снисхождением, а с добротой и спокойной улыбкой смелых, находчивых людей. В отличие от стихов, которые написаны на войне, повесть написана автором уже после демобилизации автора, но он придал ей вид живого репортажа с фронта. 
Литературоведы отмечают, что повесть по своему боевому духу и оптимистическому настрою напоминает поэму А. Твардовского «Василий Тёркин».
Главный герой — собирательный образ советского солдата, и повесть как художественное произведение содержит известную долю вымысла, но боевые товарищи писателя — радист Михаил Гурьянов, солдаты Николаев и Беляев — выведены в повести под своими именами.
В 1947 году, сразу после публикации, повесть была отмечена второй республиканской премией.
В 2015 году повесть была экранизирована кинокомпанией «Сахафильм», однако, сюжет фильма несколько отличается от повести — в сюжет были включены истории нескольких фронтовиков из Якутии, включая персонаж самого автора повести Тимофея Сметанина. Фильм получил гран-при на IV Якутском международном кинофестивале.

## Экранизация
- "Рядовой Чээрин" (2021) — художественный фильм режиссера Дмитрия Кольцова[13].
- "Сердце Солдата" (2021) — художественный фильм режиссера Руслана Тараховского[14].

## Награды
Награждён медалями «За отвагу» (1944), «За боевые заслуги» (1943) и «За победу над Германией» (1945).

## Память
- 1973 году в селе Кобяй открылся Кобяйский народный театр им. Т. Е. Сметанина.[15]
- Также имя Т.Е. Сметанина присвоено Кобяйской улусной библиотеке.[16]